# Gian Franco Saba
Dom Gian Franco Saba (Ólbia, 20 de setembro de 1968) é um arcebispo católico italiano,  arcebispo eleito de Sassari desde 27 de junho de 2017.

## Biografia
Nasceu em 20 de setembro de 1968 em Olbia, na então diocese de Ampurias e Tempio, numa família de Buddusò.

### Formação sacerdotal e ministério
Em 1992 obteve o bacharelado em teologia pela Pontifícia Faculdade Teológica da Sardenha em Cagliari; continuou seus estudos de especialização no Instituto Patrístico Augustinianum de Roma, onde obteve a licença em Teologia e Ciências Patrísticas, o diploma e doutorado em Ciências Patrísticas para pesquisa e ensino.
Finalmente, especializou-se em Interculturalité Religions et Societé no Institut catholique de Paris.
Foi ordenado diácono por Dom Pietro Meloni e em 23 de outubro de 1993 sacerdote por Dom Paolo Atzei.
No contexto diocesano foi reitor do seminário diocesano e diretor do instituto diocesano de ciências religiosas, transformando-o no Instituto Superior de Ciências Religiosas e Diálogo Euro-Mediterrânico.
De 2010 a 2015 foi reitor do Pontifício Seminário Regional da Sardenha de Cagliari.

### Ministério episcopal
Em 27 de junho de 2017 foi nomeado arcebispo de Sassari pelo Papa Francisco.
Recebeu a consagração episcopal em 13 de setembro de 2017 do bispo de Tempio-Ampurias, Sebastiano Sanguinetti, dos co-consagradores Arrigo Miglio, arcebispo de Cagliari, e Paolo Atzei, arcebispo emérito de Sassari. Tomou posse canônica da arquidiocese de Turritana no dia 1º de outubro seguinte.
Em 29 de junho de 2018 recebeu o pálio do Papa Francisco na Basílica de São Pedro, no Vaticano, que lhe foi imposto pelo núncio apostólico Emil Paul Tscherrig no dia 21 de outubro seguinte.
Em 10 de abril de 2025 foi nomeado Arcebispo de Ordinariato Militar da Itália

## Publicações
- Il dialogo sul sacerdozio di Giovanni Crisostomo: sintesi tra paideia classica e paideia cristiana?, Bologna, Dehoniana Libri, 2012, ISBN 978-88-89386-44-6
- Scienze religiose e processo euromediterraneo, curatela, Soveria Mannelli, Rubbettino, 2009, ISBN 978-88-498-2850-4
- Albino Morera: l'uomo e il pastore nel contesto socio-religioso nella Diocesi di Tempio-Ampurias, curatela con Angelo Setzi, Soveria Mannelli, Rubbettino, 2004, ISBN 88-498-0646-9